# Furcifer willsii
Furcifer willsii är en ödleart som beskrevs av Günther 1890. Furcifer willsii ingår i släktet Furcifer och familjen kameleonter. IUCN kategoriserar arten globalt som livskraftig. Inga underarter finns listade i Catalogue of Life.
Arten förekommer på östra och nordöstra Madagaskar. Dessutom finns en liten population lite avskild från huvudpopulationen. Honor lägger ägg.